# Ligne de Béchar à Gara Djebilet
La ligne de Béchar à Gara Djebilet est l'une des voies du réseau ferroviaire algérien. Elle est ouverte progressivement depuis 2025. Elle relie Béchar (dans la wilaya de Béchar) à la mine de Gara Djebilet (dans la wilaya de Tindouf). 
Cette ligne s'étend sur une distance d'environ 950 km et constitue le plus grand projet ferroviaire de l'histoire de l'Algérie. Son objectif majeur est de développer l'exploitation du gisement de Gara Djebilet.

## Histoire
La ligne de Béchar à Gara Djebilet s’étend sur environ 950 km en plein Sahara.
L’ANESRIF prévoit d’achever l’ensemble de la ligne avant la date contractuelle de mars 2026.

## La ligne

### Tracé
La ligne de chemin de fer comprend les tronçons suivants :
- Tronçon Béchar - Hammaguir : ce tronçon couvre une distance totale de 200 km, dont Béchar - Abadla sur 100 km. La partie de ce tronçon entre Béchar et Abadla a été inaugurée fin avril 2025[3]. ;
- Tronçon Tindouf - Oum El Assel (175 km);
- Tronçon central Hammaguir - Oum El Assel (440 km) et liaison de Tindouf à Gara Djebilet (135 km, 575 km au total). Le tronçon Tindouf - Gara Djebilet (135 km) est réceptionné le 7 juillet 2025[4].

## Gares de la ligne
| Gare                                                       | PK* | Information |
| ---------------------------------------------------------- | --- | ----------- |
| Gare de Béchar                                             |     |             |
| Gare de Abadla                                             |     |             |
| Gare de Hammaguir                                          |     |             |
| Gare de Tabelbala                                          |     |             |
| Gare de Hassi Khebi                                        |     |             |
| Gare de Oum El Assel                                       |     |             |
| Gare de Tindouf                                            |     |             |
| Gare de Gara Djebilet                                      |     |             |
| *Les PK mentionnés ont pour origine la gare de Boughezoul. |     |             |